# 1987 no jornalismo
Nesta página encontrará referências aos acontecimentos directamente relacionados com o jornalismo ocorridos durante o ano de 1987.

## Eventos
- O jornal Expresso - instutui o Prémio Pessoa (ciência, arte ou literatura).
- 26 de maio — Fundação do jornal Página/12 na Argentina.

## Nascimentos
| Data | Nome | Profissão | Nacionalidade | Observações | Ref |
| ---- | ---- | --------- | ------------- | ----------- | --- |

## Mortes
| Data         | Nome           | Profissão               | Nacionalidade | Observações | Ref |
| ------------ | -------------- | ----------------------- | ------------- | ----------- | --- |
| 28 de julho  | Hélder Feitosa | jornalista e empresário | Brasil        | n. ??       |     |
| 14 de agosto | Cláudio Abramo | jornalista e escritor   | Brasil        | n. 1923     |     |

## Prémios
- Prémio Esso de jornalismo — Denise Campos de Toledo